# Georg Cardinal von Widdern (Militärhistoriker)
Georg Cardinal von Widdern (* 12. April 1841 in Wollstein, Provinz Posen; † 1920) war ein preußischer Offizier. Er verfasste als Militärhistoriker zahlreiche Schriften. Sein „Handbuch für Truppenführung und Befehlsabfassung“ gilt als wichtiges Werk bei der Entwicklung des deutschen Führungsprozesses.

## Leben
Georg Cardinal von Widdern trat 1859 in die Preußische Armee ein und wurde im Deutschen Krieg 1866 und im Deutsch-Französischen Krieg 1871 eingesetzt. Zum 15. März 1866 war er als Secondeleutnant vom Infanterie-Regiment 51 als Erzieher an das Kadettenhaus Berlin kommandiert. Zum 3. November 1866 wurde er zum Premierleutnant befördert. Im Anschluss von 1874 bis 1879 wurde er, aggregiert dem Grenadier-Regiment 7, als Lehrer an der Kriegsschule in Metz eingesetzt. Am 15. Dezember 1881 wurde er Major. 1882 übernahm er, aggregiert dem Füsilier-Regiment 35, das Kommando über die Kriegsschule in Neiße, welches er bis 1887 behielt. Er wurde in das Infanterie-Regiment 99 versetzt und wurde Führer des II. Bataillons. Zum 15. Dezember 1890 wurde ihm als Oberstleutnant (Beförderung am 19. September 1888) und etatmäßiger Stabsoffizier des Infanterie-Regiments 99 als Oberst mit Pension der Abschied bewilligt. Seinen Lebensabend verbrachte er, zumindest zeitweise, in Berlin.

## Werke (Auswahl)
- Die Infanterie im Gefecht und im kleinen Kriege, 1888, Digitalisat
- Der Rhein und die Rheinfeldzüge. Mittler & Sohn, Berlin, 1869, Digitalisat
- Befehlsorganisation: Befehlsführung. Armee – Aufklärungsdienst, 1876, Digitalisat
- Die russischen Kavallerie-Divisionen. Teil 1 und 2, Mittler & Sohn, Berlin, 1878.
- Das Nachtgefecht im Feld- und Festungskrieg. Eisenschmidt, Berlin, 1889, Digitalisat
- Das Gefecht an Flussübergängen und der Kampf an Flusslinien. Eisenschmidt, Berlin, 1890.
- Der Grenzdetachments-Krieg. Eisenschmidt, Berlin, 1892.
- Heeresbewegungen und Märsche. Reisewitz, 1892.
- Die Streifkorps im deutschen Befreiungskriege 1813. Eisenschmidt, Berlin, 1894, Band 1, Band 2
- Küstenschutz und Unternehmungen gegen denselben an der schleswig-holsteinisch-jütischen Nord- und Ostseeküste im Feldzuge 1864. Eisenschmidt, Berlin, 1906.
- Polnische Eroberungszüge im heutigen Deutschland und deutsche Abwehr. Deutscher Ostmarkenverein, 1913